# Дорога домой: Невероятное путешествие
«Дорога домой: Невероятное путешествие» (англ. Homeward Bound: The Incredible Journey) — американский художественный фильм для семейного просмотра режиссёра Дуэйна Данэма, вышедший на экраны 3 февраля 1993 года, является ремейком ленты 1963 года «Невероятное путешествие». Оба фильма сняты по книге канадской писательницы Шейлы Барнфорд, повествующей о похождениях двух псов и кошки, пытающихся добраться до дома через огромные расстояния. Премьера фильма состоялась 3 февраля 1993 года в США.

## Сюжет
Молодая пара с тремя детьми оставляют своих домашних животных (двух псов Шедоу и Шанса и кошку Сесси) на время у знакомой, но животные, решив, что с их хозяевами случилось что-то, из-за чего те не могут за ними вернуться, отправляются в невероятное приключение через реки, горы и леса со всеми их обитателями, домой, чтобы, следуя зову благородных сердец, выполнить своё предназначение.

## В ролях
| Актёр                              | Персонаж        |
| ---------------------------------- | --------------- |
| Майкл Джей Фокс                    | Ченс            |
| Дон Амичи                          | Шэдоу           |
| Роберт Хэйс                        | Боб Сивер       |
| Салли Филд                         | Сэсси           |
| Вероника Лорен                     | Хоуп Бернфорд   |
| Кэролл Спинни (в титрах не указан) | собака в приюте |
| Фрэнк Уэлкер                       | голос           |
| Уильям Фиппс                       | Квентин         |

## Саундтрек
Музыка выпущена в 1993 году на CD и имела следующий список композиций:
- My Name Is Chance
- The Journey Begins
- Fording The Stream
- The Cougar
- Just Over That Next Hill
- Breakfasting With Bears
- The Little Lost Girl
- Escape From The Pound
- Reunited
- End Credits

Также в фильме использовались музыкальные темы «Mission Impossible Theme» (написанная Лало Шифрином) и «Witch Doctor» (авторства Росса Багдасариана).